# Импресија, рађање сунца
Импресија, рађање сунца (фр. Impression, soleil levant) једна је од најпознатијих слика француског сликара Клода Монеа по којој је читав правац (импресионизам) добио име.

## Настанак и физичке карактеристике
Слика је настала 1872. године и представља приказ француске луке Авр (француски Le Havre). Користе се лабави потези кистом који не дефинишу предмет него само упућују на њега. Техника којом је слика направљена је уљe на платну, а димензије су 48 цм x 63 цм. Слика је била украдена из музеја Маrmottan Моnet 1985. године, у коме се дотад чувала. Срећом, пронађена је и враћена 1990. године, тако да је од 1991. године поново постала део сталне поставке истог музеја.

## Опис слике
Вода и небо се на слици готово стапају чинећи несталну плавичасту сумаглицу. Чамци су наглашени и извучени у предњи план, сликани слободним потезом тамноплаве боје израњајући из јутарње магле. У горњем делу ружичасти тонови боје неба, мањи делић површине обојен јарким црвенкастим тоновима. Нема оштрих обриса зграда, димњака, бродова. Потези су разнородни и покретни. Простор се не развија у дубину већ у ширину. У композицији на првом месту су обале, групе дрвећа ... 

## Прво излагање и критике
Слика је први пут изложена 1874. године на самосталној изложби у атељеу фотографа Феликса Надара. Ову изложбу су приредили Клод Моне и још 29 других сликара, његових истомишљеника, који такође нису били задовољни избором слика постављених на Салону, годишњој сликарској изложби у Француској. Критика је била оштра. Назив „импресионизам“ тада је први пут употребио Луј Лерој, када је за лист „Le Charivari“ написао чланак о изложби. Овај израз је употребио у подругљивом смислу, али се касније одомаћио и код самих сликара. Наиме, Луј Лерој је, у подругљивим чланцима пуним оштре критике у часопису „Le Charivari“, позајмивши реч из наслова Монеове слике „Импресија, рађање сунца“ крстио нову уметност: „Импресија – сасвим тачно! И управо сам рекао себи да ако нека импресија тако утиче на мене, нечег ту мора бити. Каква слобода и лакоћа у потезу! Недовршене тапете много су завршеније него ова морска слика.“… „Ако њихови циљеви треба да се опишу у једној јединој речи, морали бисмо да измислимо реч импресионисти. Они су импресионисти у томе што не репродукују пејзаж, него изражавају утисак који он оставља на посматрача“.